# Kamionka (Mołdawia)
Kamionka (rum. Camenca, ros. Каменка, Kamienka, ukr. Кам'янка, Kamjanka) – miasto w Mołdawii, w Naddniestrzu, nad Dniestrem, stolica rejonu Kamionka. W 2004 liczyło ok. 10,3 tys. mieszkańców. Ośrodek przemysłowy.

## Historia

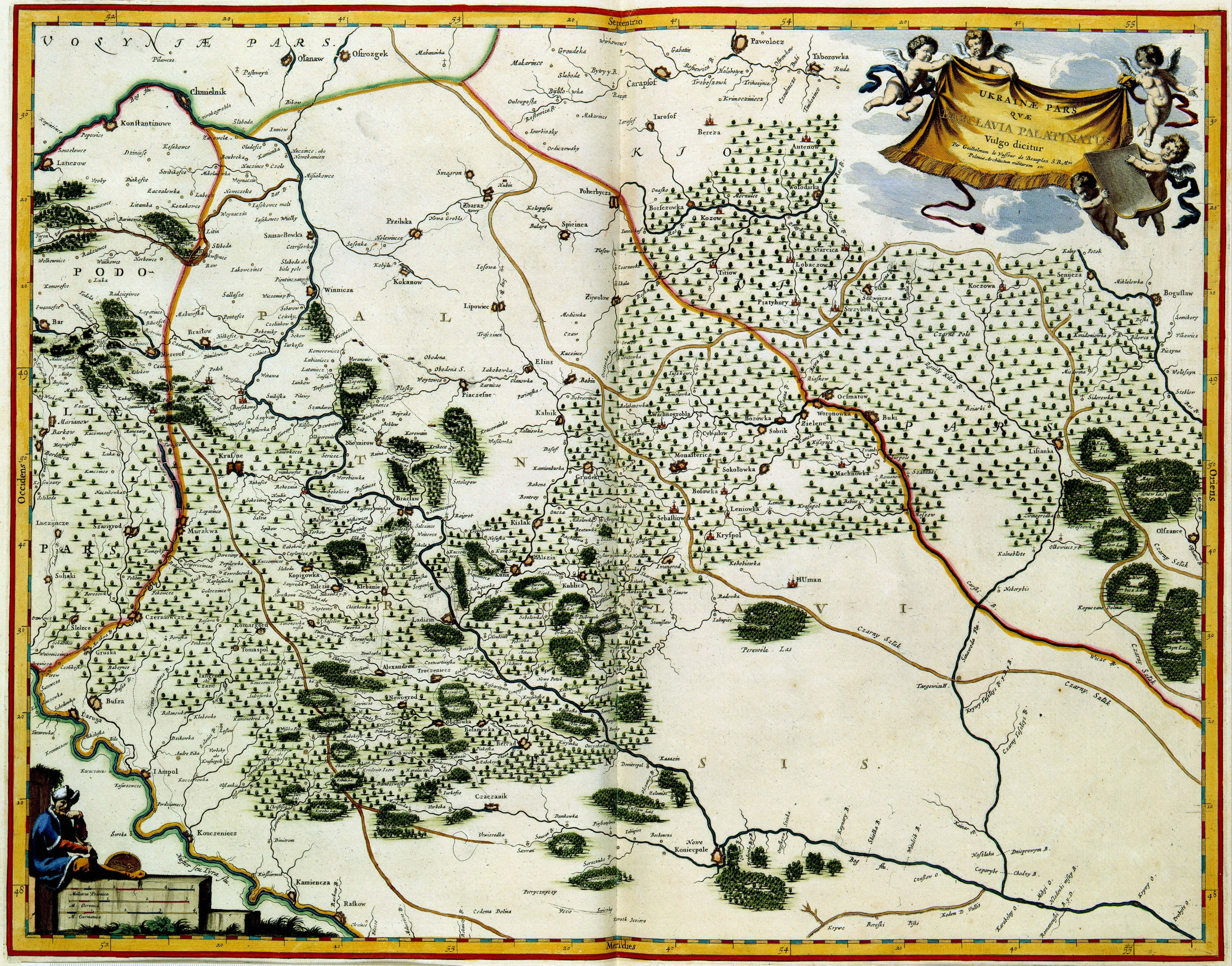
Mapa województwa bracławskiego z 1648 r. z zaznaczoną Kamionką pod nazwą Kamiencza

Kamionka została założona w 1608 roku. Była miejscowością prywatną Koniecpolskich w województwie bracławskim. W 1672 roku na mocy pokoju w Buczaczu wraz z Podolem przeszła we władanie Imperium Osmańskiego, by po pokoju w Karłowicach w 1699 roku wrócić do Polski, co potwierdziło rozgraniczenie dokonane z Turcją w 1703 roku. Należała wówczas do koniuszego wielkiego koronnego Jana Aleksandra Koniecpolskiego. W II rozbiorze Polski zajęta przez Imperium Rosyjskie. Pod rozbiorami siedziba gminy Kamionka w powiecie olhopolskim guberni podolskiej.
W 1803 roku w miejscowości wzniesiono pałac.
Od 1924 do 1940 roku część Mołdawskiej ASRR, a następnie do 1991 roku Mołdawskiej SRR, z wyjątkiem lat 1941-1944, kiedy stanowiła część rumuńskiej Transnistrii.
W 2008 roku w Kamionce erygowano rzymskokatolicką parafię NMP Nieustającej Pomocy. W miejscowości znajduje się również prawosławna parafia Zaśnięcia Matki Bożej. Miasto jest siedzibą jednego z dekanatów eparchii tyraspolskiej i dubosarskiej Mołdawskiego Kościoła Prawosławnego.

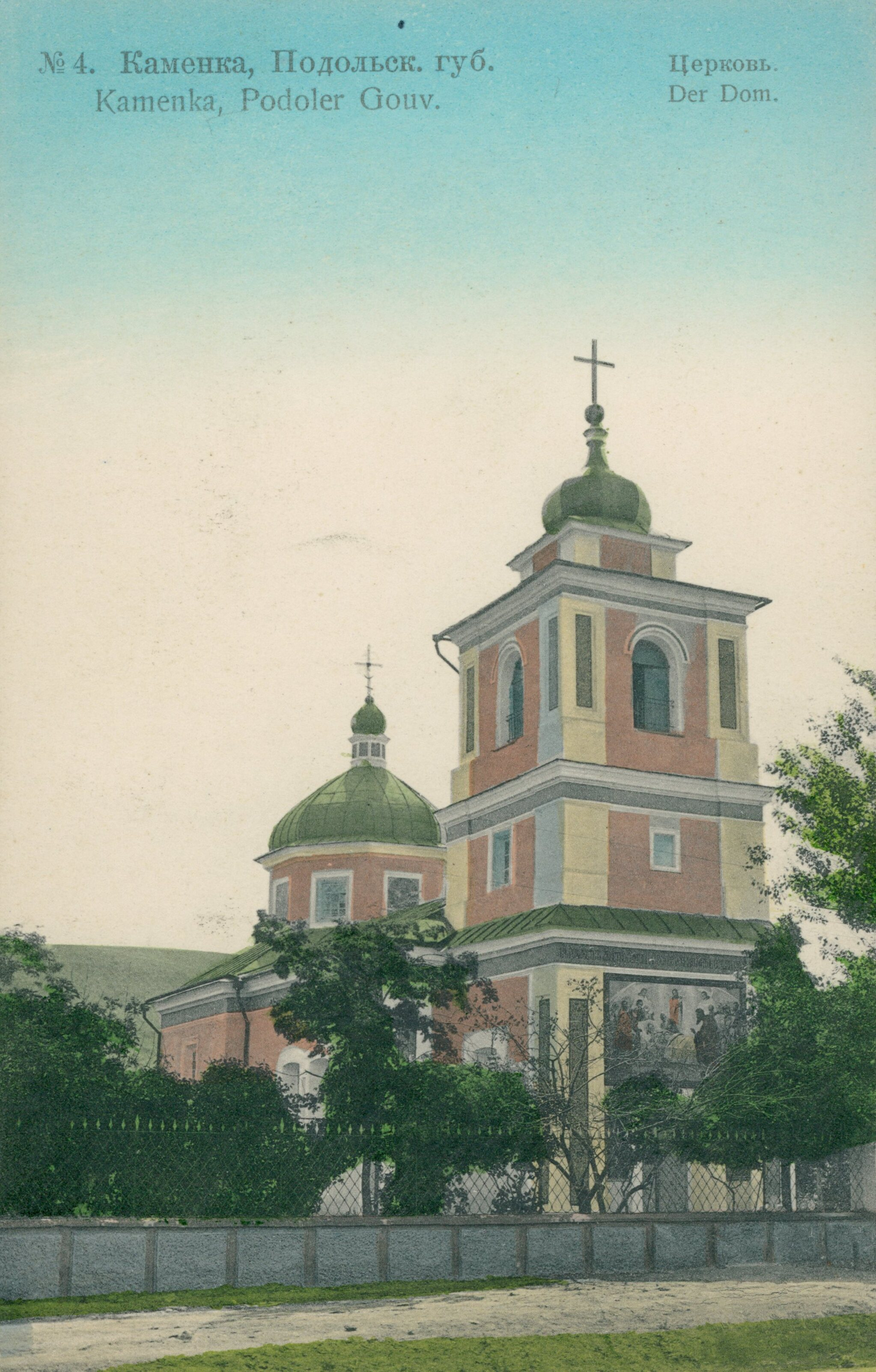
Cerkiew, około 1910
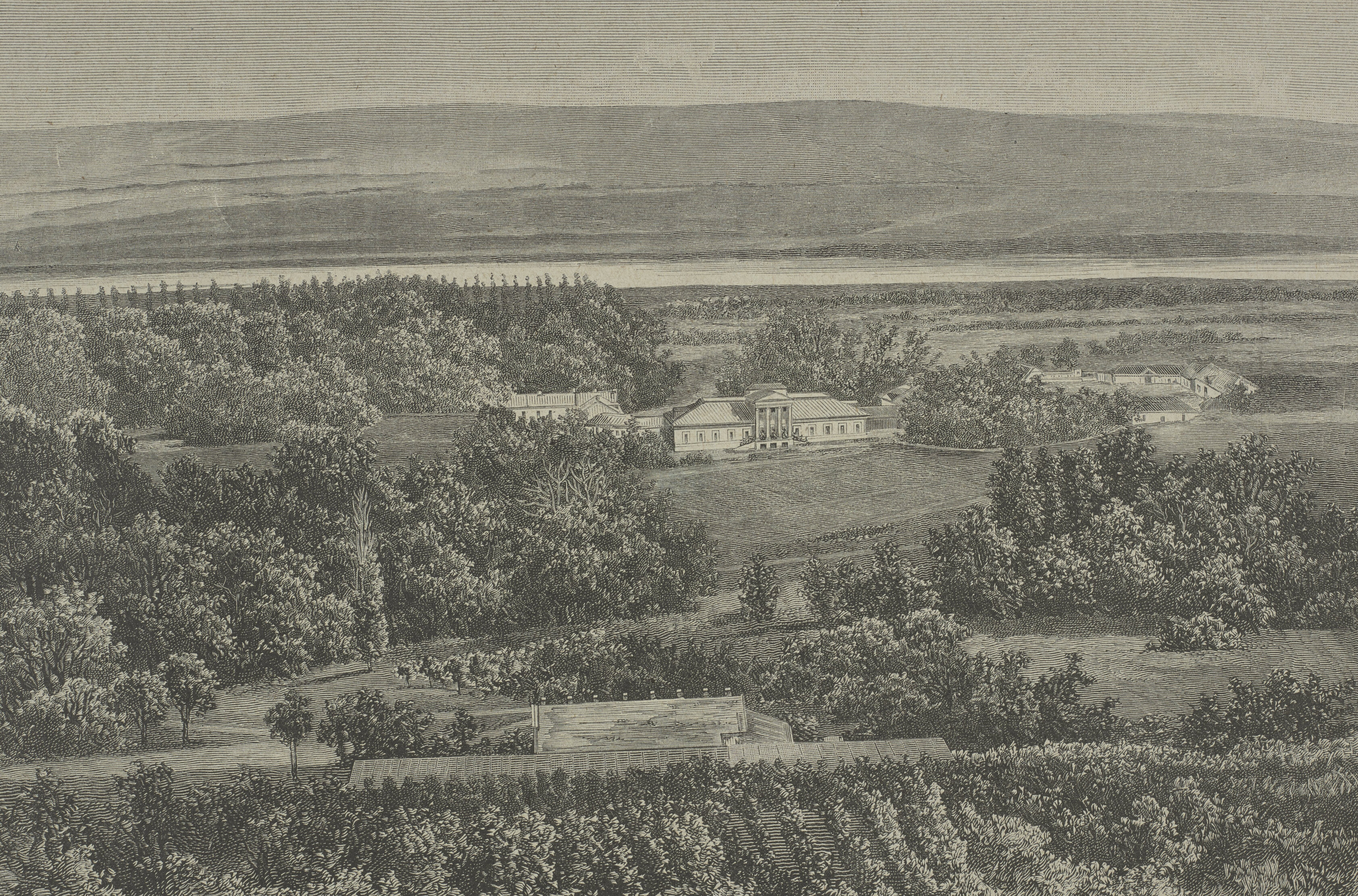
Pałac i winnice

## Transport
W Kamionce znajdują się port lotniczy Kamionka oraz dworzec autobusowy.
Krzyżują się tam także dwie drogi :Mołdawska  R19, i Naddniestrzańska M4

## Galeria

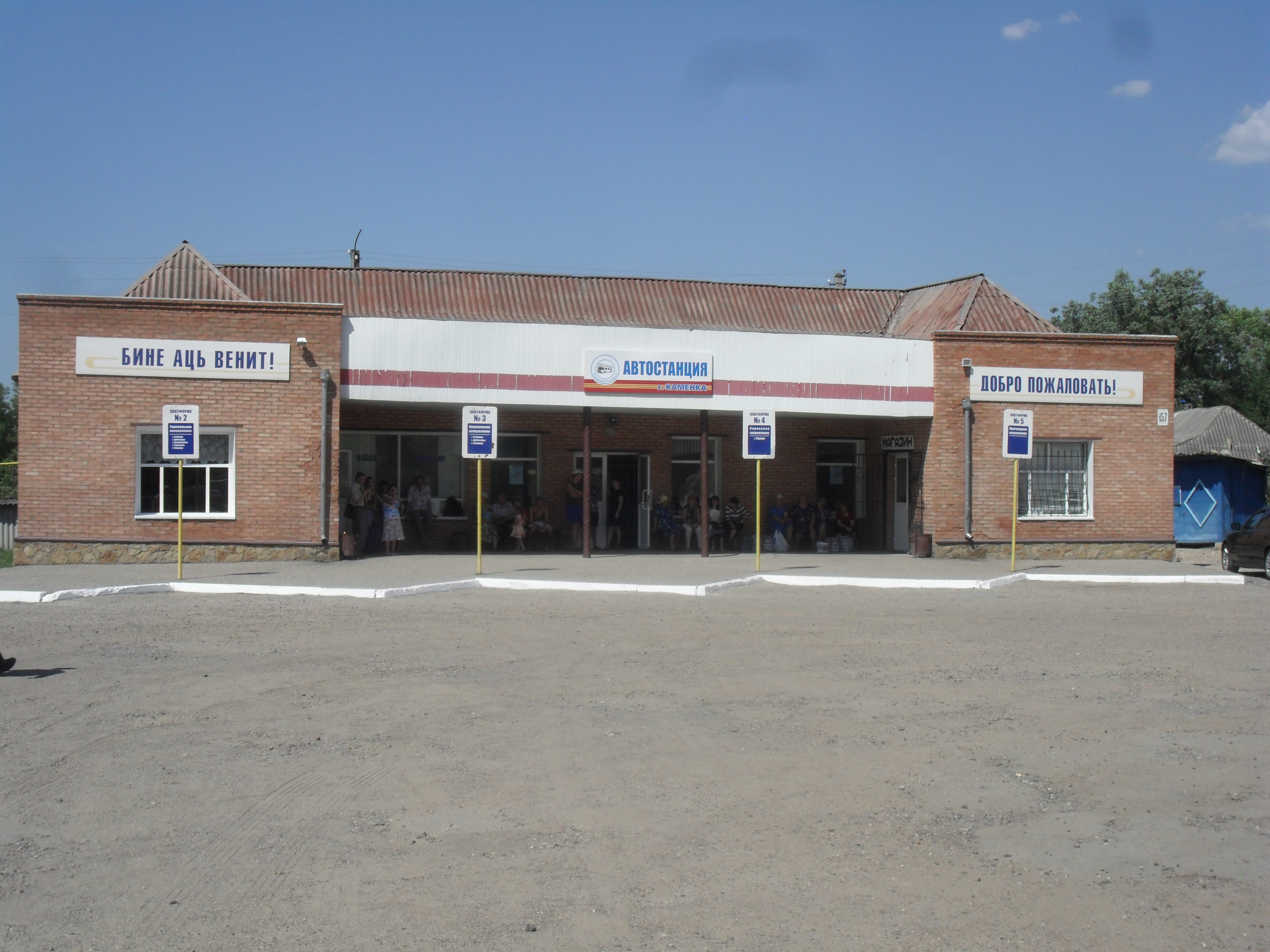
Dworzec autobusowy
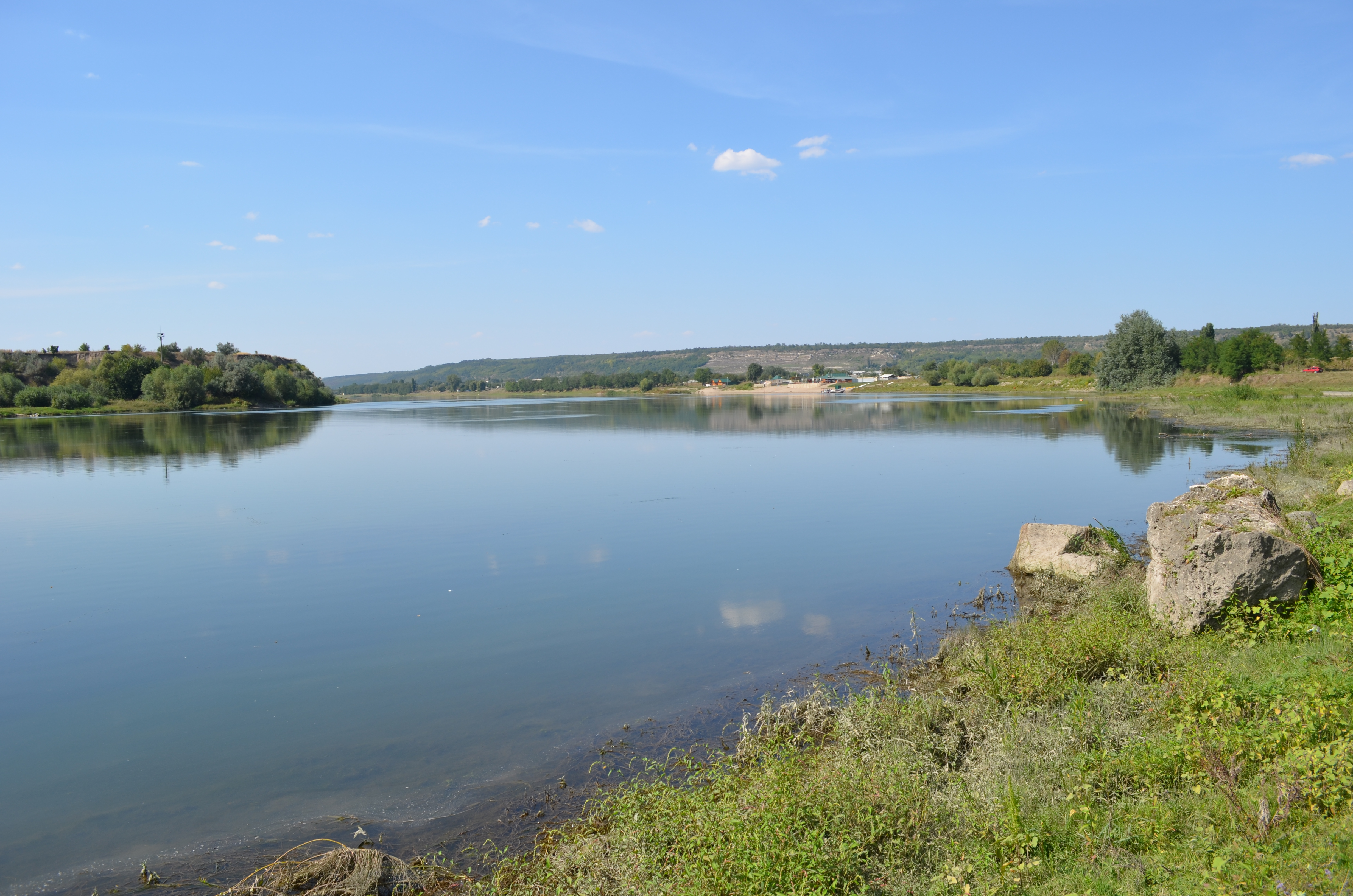
Dniestr
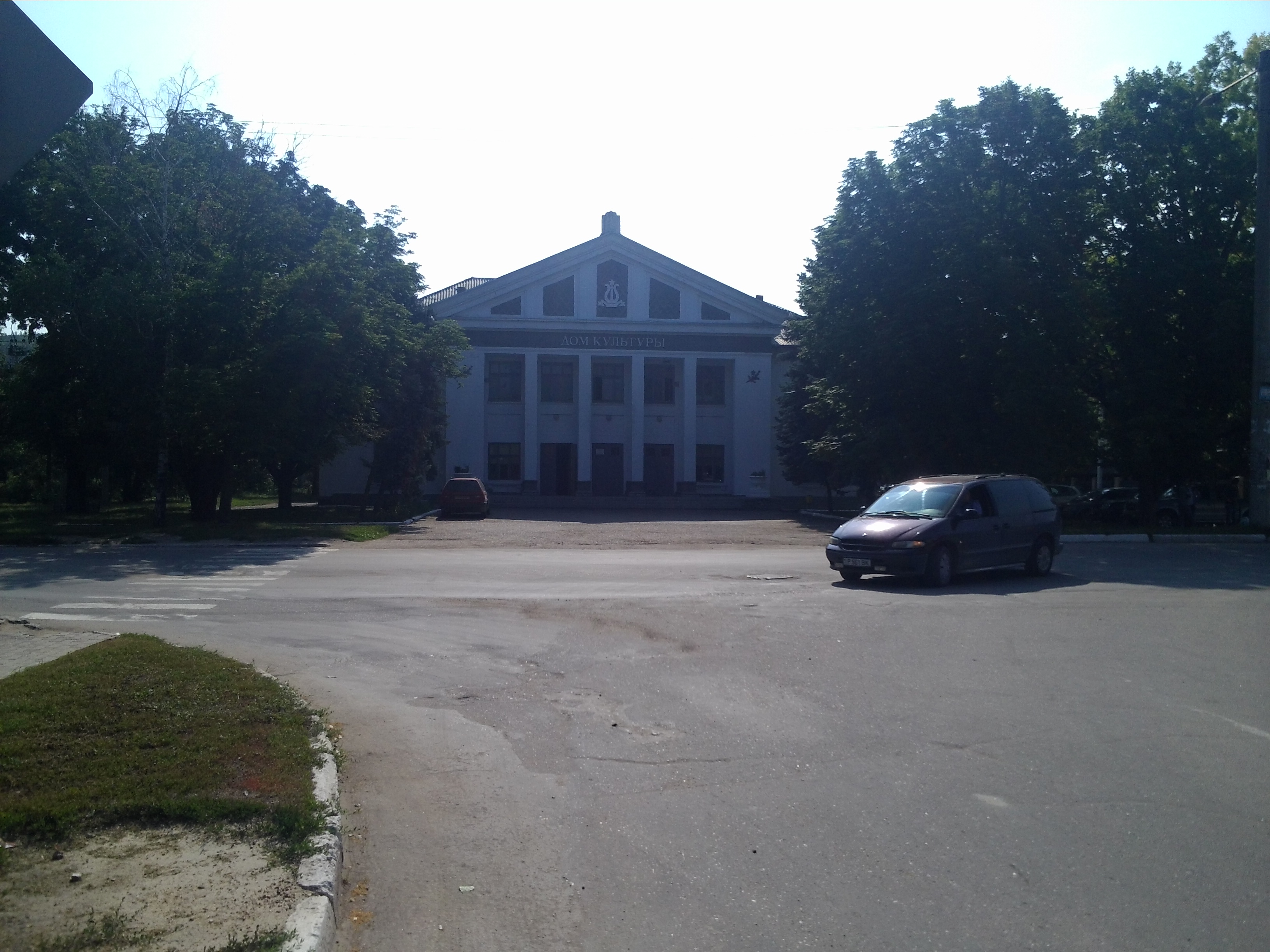
Dom Kultury
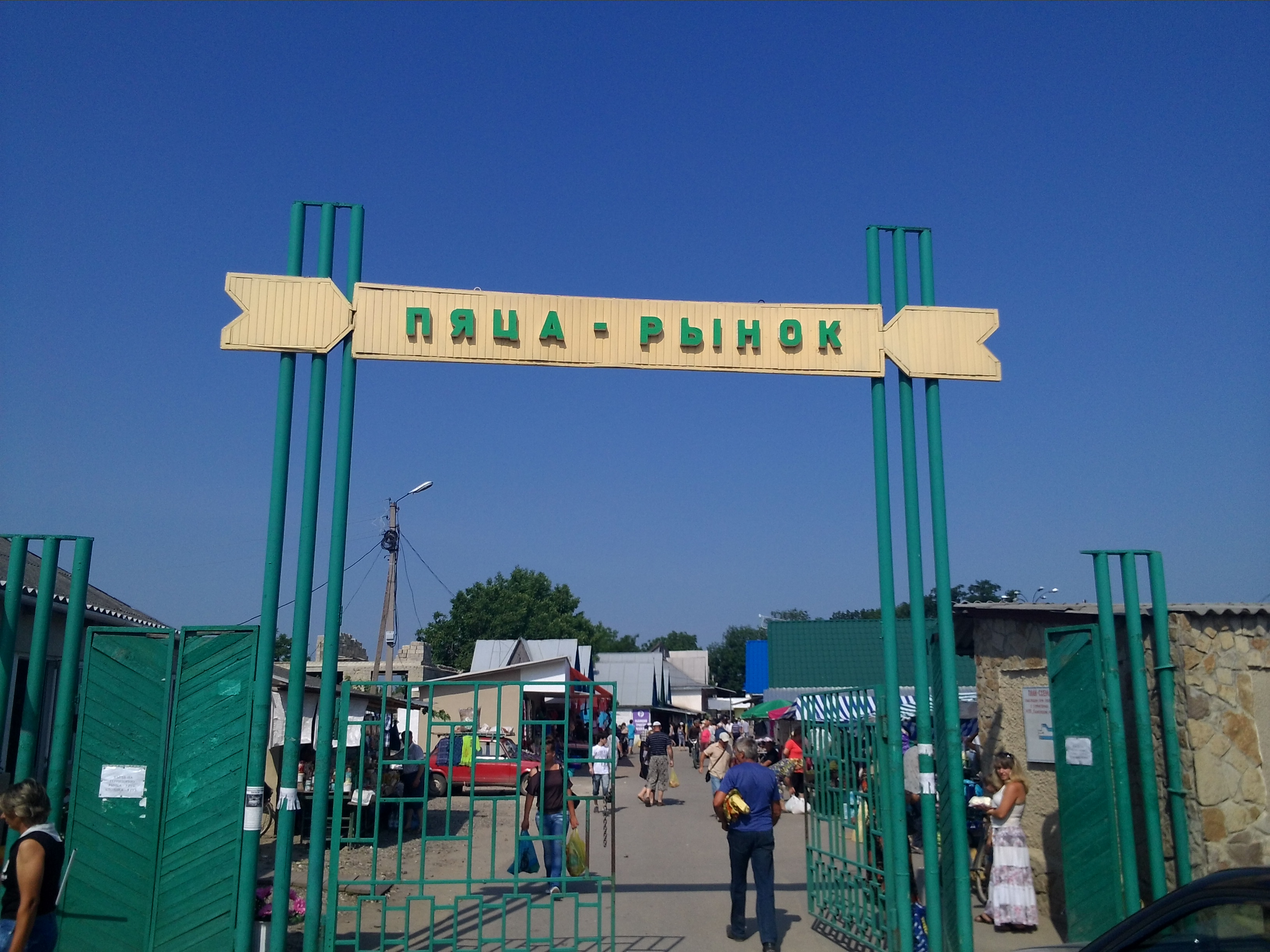
Targowisko
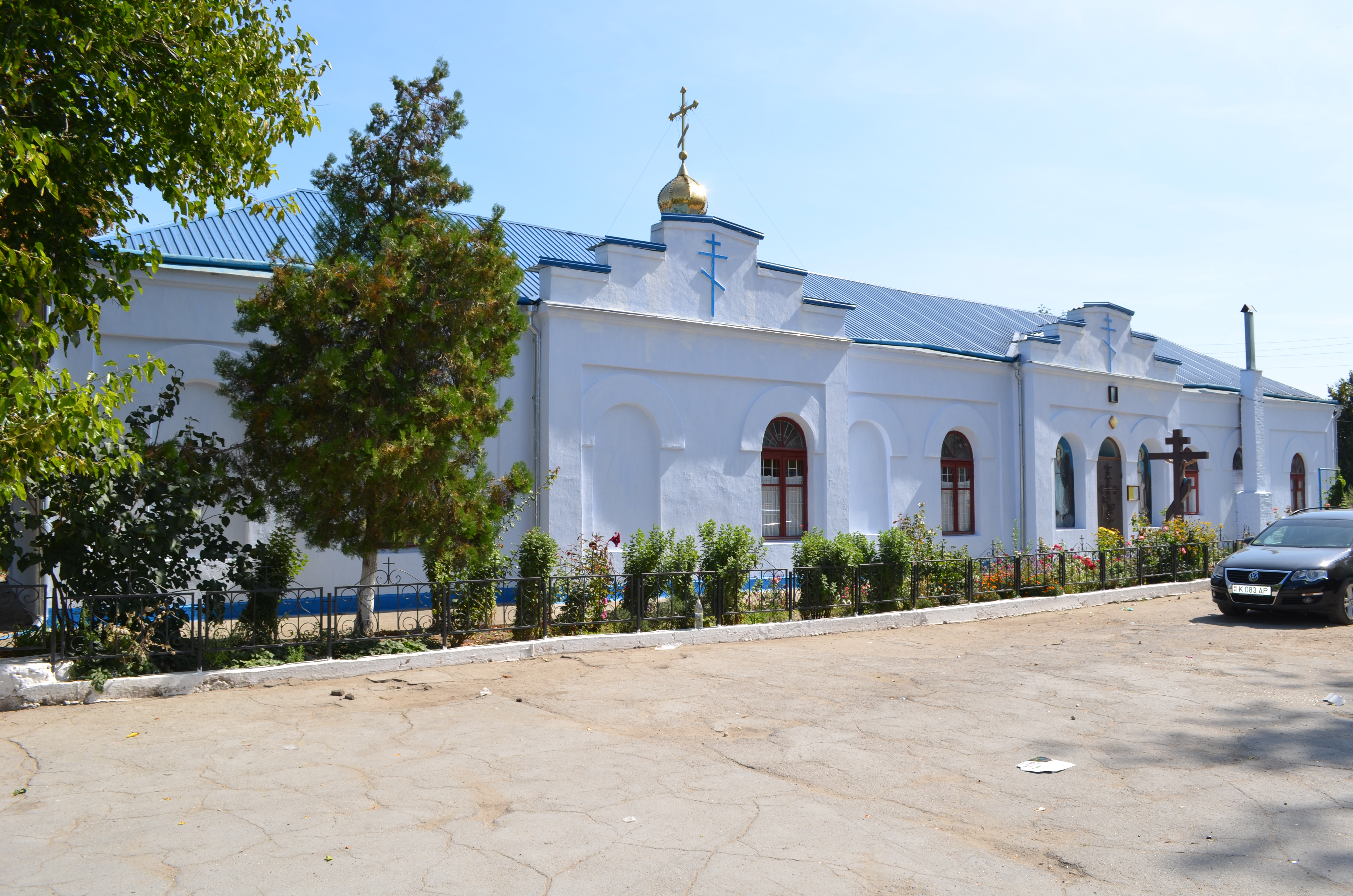
Cerkiew